# リカルド・モンタルバン
リカルド・モンタルバン（Ricardo Montalban, 本名: Ricardo Gonzalo Pedro Montalbán Merino, 1920年11月25日 - 2009年1月14日）は、メキシコ、メキシコシティ出身の舞台、映画、テレビ俳優。
第二次世界大戦後にハリウッドスターとして活躍したほか、1970年代から1980年代にかけてのアメリカのテレビ・ドラマ『ファンタジー・アイランド』で主演として「ミスター・ローク」役を演じて、お茶の間のスターの座も確保した。またSF人気シリーズ『スタートレック』（TV及び映画）に出演し、カリスマ的な敵役「カーン」を演じて話題になるなど60年以上にわたり活躍した。

## プロフィール

### デビュー
メキシコのメキシコシティで生まれ、トレオンで育つ。高校時代より兄のカルロス・モンタルバンの薦めもあり、アメリカのカリフォルニア州に移る。その間、英語取得の勉学に励む傍らの過程で演劇に没頭する。
高校卒業後はアマチュアの舞台俳優として公演を続け、ニューヨークを中心に活躍。次第に注目される存在となるが、母の病のため一時はメキシコに帰国し活動を続けた。

### ハリウッド進出

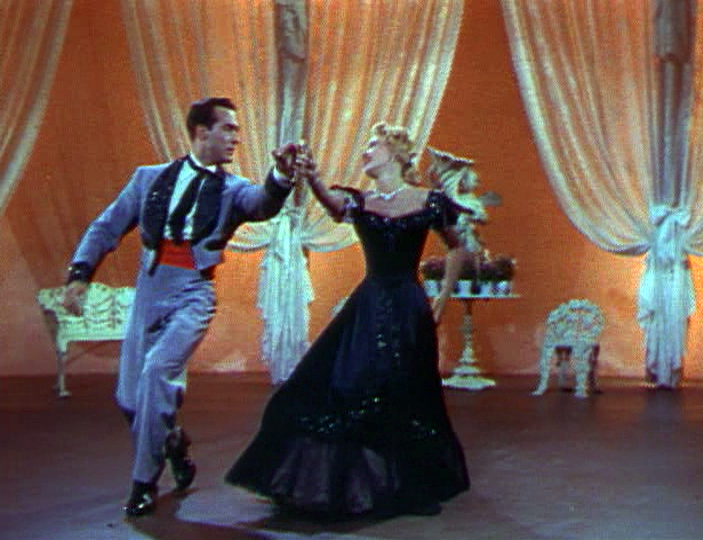
1950年、『トゥ・ウィークス・ウイズ・ラブ』にてジェーン・パウエルとともに

1941年にメキシコで映画俳優としてプロデビュー。野性的な顔立ちと闊達な身のこなしが評判を呼び、第二次世界大戦後の1947年にはアメリカ映画に招かれ『闘牛の女王』でハリウッドデビューも果たした。
これが当たり役となって、以後はエキゾチックで個性的な役柄を次々と演じ、第二次世界大戦後のアメリカ映画におけるラテンブームにおいてハリウッドスターとして新境地を開く。
当時ハリウッドで隆盛を誇ったミュージカル映画にも多数出演したほか、1957年『サヨナラ』で演じた歌舞伎役者役は日本でも評判となる。

### テレビ進出

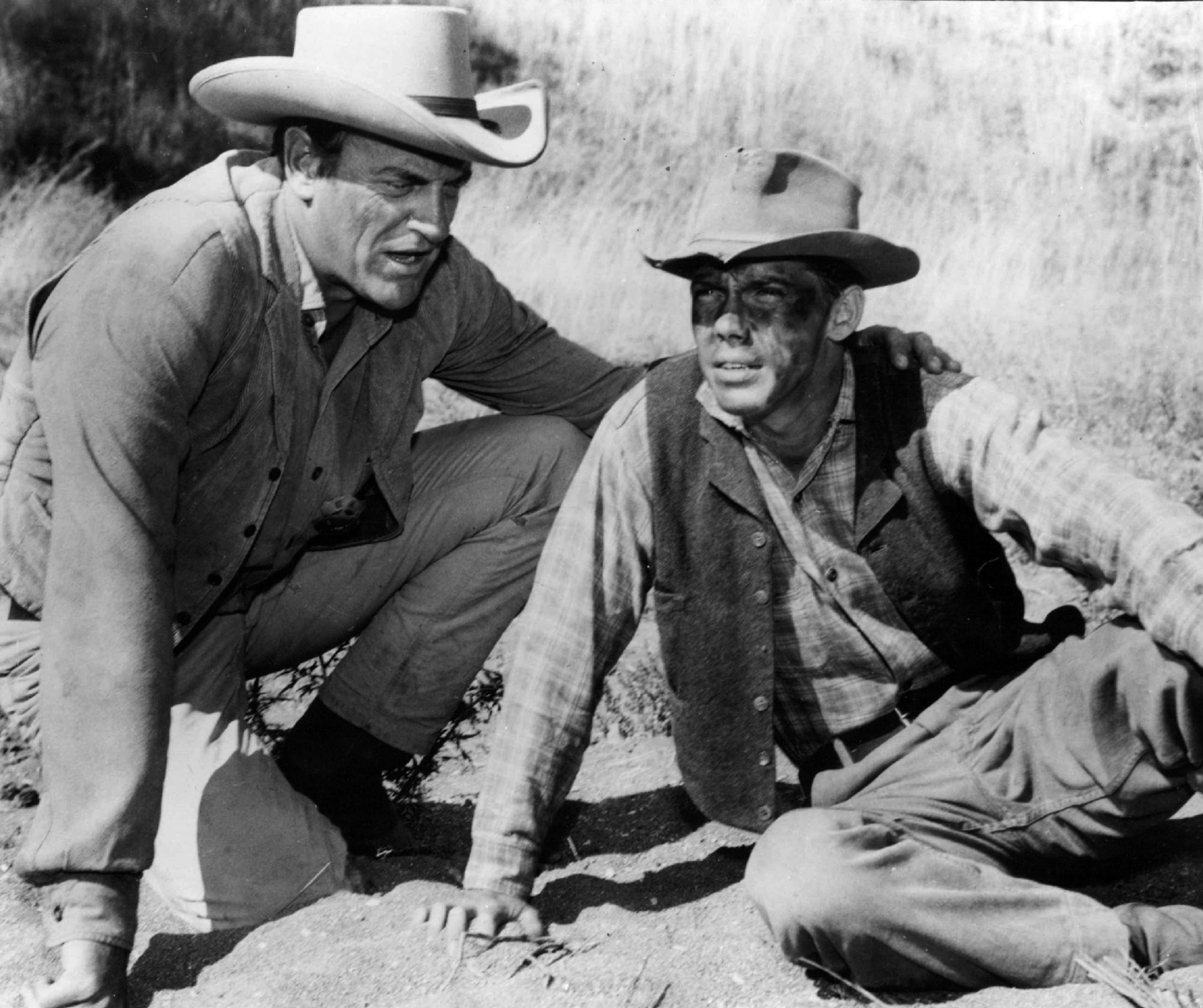
1970年

1960年代以降は映画のみならずTVドラマにも多く顔を出し、多数の単発アクション、刑事物ドラマに主演。さらに『コンバット』シリーズにもゲスト出演した。そして一世を風靡した『スタートレック』シリーズでは、「優性人間・カーン」に扮した。
しかし、こうした単発ものでは脇役にすぎず、印象が弱いままだったが、1978年から1984年の間に124のエピソードが放映された『ファンタジー・アイランド』で、主人公である「ミスター・ローク」を演じ、北米でのテレビ・スターとしての圧倒的な地位を確保することに成功した。
『ファンタジー・アイランド』は熱帯の孤島でゲストを迎えるミスター・ロークがゲストたちのいろいろな夢をかなえさせるという設定で、直前の時間帯（午後9時から10時）に放映された『ラブ・ボート』とともに、当時の北米の人々の｢夢をかなえさせる｣ドラマとして人気があった。
さらにはテレビCMにもいくつか出演し、特に大手自動車会社のクライスラー社のテレビCMには、各車種のCMや企業CMを含めて1970年代から1980年代にかけて長年出演を続けた。

### 晩年
1990年代以降も数多くのテレビドラマで活躍したほか、『スパイキッズ2 失われた夢の島』などの子供向け映画や、コミカルなアドベンチャー物の作品に出演した。2007年に妻を亡くし、その2年後の2009年1月14日にロサンゼルスの自宅で死去した。

## 主な出演作品

### 映画
| 公開年 | 邦題 原題                                                        | 役名                     | 備考       |
| ------ | ---------------------------------------------------------------- | ------------------------ | ---------- |
| 1947   | 闘牛の女王 Fiesta                                                | マリオ・モラレス         |            |
| 1949   | 水着の女王 Neptune's Daughter                                    | ホセ・オローク           |            |
| 1949   | 戦場 Battleground                                                | ロデリゲス               |            |
| 1950   | ミステリー・ストリート Mystery Street                            | ピーター・モラレス       |            |
| 1950   | トゥ・ウィークス・ウイズ・ラブ Two Weeks with Love               | デミ・アーメンデス       |            |
| 1951   | ミズーリ横断 Across the Wide Missouri                            | アイアンシャーツ         |            |
| 1953   | 君知るや南の国 Sombrero                                          | ペペ・ゴンザレス         |            |
| 1954   | 野女ヤスカラ Sombra verde                                        | フェデリコ               |            |
| 1954   | 風雲のバビロン La cortigiana di Babilonia                        | アマル                   |            |
| 1957   | サヨナラ Sayonara                                                | ナカムラ                 |            |
| 1960   | 俺の墓標は立てるな Let No Man Write My Epitaph                   | Louie Ramponi            |            |
| 1962   | 青年 Hemingway's Adventures of a Young Man                       | Major Padula             |            |
| 1963   | プレイガール陥落す Love Is a Ball                                | Duke Gaspard Ducluzeau   |            |
| 1964   | シャイアン Cheyenne Autumn                                       | リトル・ウルフ           |            |
| 1965   | 銭の罠 The Money Trap                                            | ピート                   |            |
| 1966   | 母の旅路 Madame X                                                | フィル・ベントン         |            |
| 1966   | 歌え!ドミニク The Singing Nun                                    | クレメンティ神父         |            |
| 1968   | 追いつめて殺せ! Sol Madrid                                       | Jalisco                  |            |
| 1968   | 血と怒りの河 Blue                                                | オルテガ                 |            |
| 1969   | スイート・チャリティ Sweet Charity                               | ヴィットリオ・ヴィダル   |            |
| 1969   | 暗黒街のメロディ The Pigeon                                      | ジョン・スタンブレー     | テレビ映画 |
| 1969   | 逆襲死の谷 The Desperate Mission                                 | ホアキン・ムリエタ       | テレビ映画 |
| 1970   | 深海パニック・決死の大爆破 The Aquarians                         | ルイス・デルガド         | テレビ映画 |
| 1971   | デザーター/特攻騎兵隊 The Deserter                               | Natachai                 |            |
| 1971   | 新・猿の惑星 Escape from the Planet of the Apes                  | アルマンド               |            |
| 1971   | 刑事オルテガ/影なき殺人鬼 The Face of Fear                       | フランク・オルテガ       | テレビ映画 |
| 1972   | 壮絶!第14部隊勇敢に戦えり Fireball Forward                       | ジャン・デュヴァル       | テレビ映画 |
| 1972   | 猿の惑星・征服 Conquest of the Planet of the Apes                | アルマンド               |            |
| 1973   | 大列車強盗 The Train Robbers                                     | ピンカートン・マン       |            |
| 1976   | 名犬 ウォン・トン・トン Won Ton Ton: The Dog Who Saved Hollywood | サイレント映画のスター   |            |
| 1976   | 出立ちの詩/ジョー・パンサーの青春 Joe Panther                    | タートル・ジョージ       |            |
| 1982   | スタートレックII カーンの逆襲 Star Trek II: The Wrath of Khan    | カーン・ヌーニエン・シン |            |
| 1984   | キャノンボール2 Cannonball Run II                                | キング                   |            |
| 1988   | 裸の銃を持つ男 The Naked Gun: From the Files of Police Squad!    | ビンセンド・ルドウィッグ |            |
| 2002   | スパイキッズ2 失われた夢の島 Spy Kids 2: Island of Lost Dreams   | グランパ                 |            |
| 2003   | スパイキッズ3-D:ゲームオーバー Spy Kids 3-D: Game Over           | グランパ                 |            |

### テレビシリーズ
| 放映年    | 邦題 原題                               | 役名                                         | 備考                  |
| --------- | --------------------------------------- | -------------------------------------------- | --------------------- |
| 1967      | 宇宙大作戦 Star Trek                    | カーン・ノニエン・シン                       | 第15話『宇宙の帝王』  |
| 1967      | コンバット Combat!                      | スペインのレジスタンス運動のリーダー・バルブ | 第151話『復讐を心に』 |
| 1975      | 刑事コロンボ Columbo                    | 元闘牛士ルイス・モントーヤ                   | 『闘牛士の栄光』      |
| 1977-1984 | ファンタジー・アイランド Fantasy Island | ローク                                       | 154エピソード         |
| 1986      | ダイナスティ Dynasty                    | ザク・パワーズ                               | 2エピソード           |
| 1985-1987 | The Colbys                              | ザク・パワーズ                               | 49エピソード          |

## 参照
1. ↑  Munoz, Lorenza (2009年1月15日). “Suave actor Ricardo Montalban dies”. Los Angeles Times